# Stanisław Chmielewski
Stanisław Marcin Chmielewski (* 23. Oktober 1958 in Złotów) ist ein polnischer Politiker (AWS, PO). Er gehörte von 2005 bis 2011 und von 2014 bis 2015 dem Sejm in der V., VI. und VII. Wahlperiode an.

## Leben und Beruf
Chmielewski schloss 1981 sein Jurastudium an der Nikolaus-Kopernikus-Universität Toruń ab. Anschließend war er als Richter in Piła und Złotów tätig. Er war unter anderem Präsident des Bezirksgerichts in Złotów. Seit Anfang der 1990er Jahre war er als Rechtsanwalt tätig.
Chmielewski ist verheiratet.

## Politik
Chmielewski gehörte von 1990 bis 1998 dem Stadtrat von Złotów an. Bei den Selbstverwaltungswahlen 1998 wurde er für die Akcja Wyborcza Solidarność, der er bis 2000 angehörte, in den Kreistag des Powiat Złotowski gewählt. 2001 trat er der Platforma Obywatelska bei. Für diese wurde er auf der Liste „Porozumienie Lokalne“ bei den Selbstverwaltungswahlen 2002 erneut in den Kreistag gewählt. Bei der Parlamentswahl 2005 wurde er Abgeordneter der PO im Sejm. Er wurde mit 3.419 Stimmen im Wahlkreis Piła gewählt. Bei der Parlamentswahl 2007 wurde er im selben Wahlkreis wiedergewählt. Im November 2009 wurde er zum Staatssekretär im Justizministerium ernannt. Auch nachdem er bei der Parlamentswahl 2011 gescheitert war, blieb er weiter Staatssekretär. Im Juni 2014 rückte er für Adam Szejnfeld, der in das Europaparlament gewählt worden war, in den Sejm nach. Gleichzeitig schied er aus dem Amt als Staatssekretär aus. Bei der Parlamentswahl 2015 verpasste er erneut den Einzug in den Sejm. Stattdessen wurde er bei den Selbstverwaltungswahlen 2018 und 2024 auf der Liste des Wahlbündnisses Koalicja Obywatelska, an dem sich die PO jeweils beteiligt hatte, wieder in den Kreistag des Powiat Złotowski gewählt.